# Умаревци
Умаревци (болг. Умаревци) — село в Болгарии. Находится в Ловечской области, входит в общину Ловеч. Население составляет 385 человек.

## Политическая ситуация
В местном кметстве Умаревци, в состав которого входит Умаревци, должность кмета (старосты) исполняет Христо  Петков Христов (Болгарская социалистическая партия (БСП)) по результатам выборов правления кметства.
Кмет (мэр) общины Ловеч — Минчо Стойков Казанджиев (Болгарская социалистическая партия (БСП)) по результатам выборов в правление общины.